# Ernest de Hesse-Philippsthal (1846-1925)
Ernest de Hesse-Philippsthal (en allemand : Ernst von Hessen-Philippsthal, né le 20 décembre 1846 à Philppsthal et mort le 22 décembre 1925 à Eisenach est le landgrave de Hesse-Philippsthal de 1868 à la date de son abdication, en 1868.

## Famille
Fils de Charles de Hesse-Philippsthal et de Marie de Wurtemberg, Ernest de Hesse-Philippsthal resta célibataire.
Ernest de Hesse-Philippsthal appartint à la lignée des Hesse-Philippsthal, cette cinquième branche était issue de la première branche de la Maison de Hesse, elle-même issue de la première branche de la Maison de Brabant.
En 1868, après l'abdication de Ernest de Hesse-Philippsthal, dernier landgrave de Hesse-Philippsthal, ses possessions passèrent à la sixième branche, celle de Hesse-Philippsthal-Barchfeld, actuellement représentée par le prince Guillaume de Hesse-Philippsthal-Barchfeld[pas clair].